# Dzhanjot
Dzhanjot (en ruso: Джанхот) es un jútor del ókrug urbano de Gelendzhik del krai de Krasnodar, en el sur de Rusia. Está situado en la costa nororiental del mar Negro, en la desembocadura en él del río Jotetsai, 14 km al sureste de Gelendzhik y 91 km al suroeste de Krasnodar. Tenía 363 habitantes en 2010.
Pertenece al municipio Divnomorski.

## Historia
La localidad fue fundada a finales del siglo XIX como un asentamiento formado por dachas.

## Lugares de interés
En Dzhanjot cabe destacar la dacha o casa de verano de Vladímir Korolenko. Unos 5 km al sur se halla la Roca Parus o "Roca de la Vela". En los alrededores de la población se hallan bosques relictos de pinos de Chipre propios del Terciario. El ecosistema sufre la presión antropogénica por lo que se han establecido medidas de protección.

## Economía y transporte
La localidad es un centro turístico. Cabe destacar los complejos vacacionales de la fábrica ZOKiO (Zavod ópytnyj konstrúktsiy i oborúdovaniya) de Moscú, el campamento deportivo infantil Akadémiya Líderstva y el campamento-sanatorio infantil Malozemelets.